# پری دیگوئید
پری دیگوئید (انگلیسی: Perry Digweed؛ زادهٔ ۲۶ اکتبر ۱۹۵۹) بازیکن فوتبال اهل بریتانیا است.
از باشگاه‌هایی که در آن بازی کرده‌است می‌توان به باشگاه فوتبال فولام، باشگاه فوتبال چلسی، باشگاه فوتبال ویمبلدون، باشگاه فوتبال واتفورد، و باشگاه فوتبال برایتون اند هوو آلبیون اشاره کرد.